# Bucsa
Bucsa je vas na Madžarskem, ki upravno spada pod podregijo Szeghalmi Županije Békés.